# Mexikó az 1988. évi nyári olimpiai játékokon
Mexikó a dél-koreai Szöulban megrendezett 1988. évi nyári olimpiai játékok egyik részt vevő nemzete volt. Az országot az olimpián 19 sportágban 93 sportoló képviselte, akik összesen 2 érmet szereztek.

## Érmesek
| Érem  | Versenyző      | Sportág   | Versenyszám              |
| ----- | -------------- | --------- | ------------------------ |
| Bronz | Jesús Mena     | Műugrás   | Férfi egyéni toronyugrás |
| Bronz | Mario González | Ökölvívás | Légsúly                  |

## Atlétika
Férfi
| Versenyző                                             | Versenyszám     | Előfutam | Előfutam | Előfutam | Negyeddöntő | Negyeddöntő | Negyeddöntő | Elődöntő | Elődöntő | Elődöntő | Döntő    | Döntő    |
| Versenyző                                             | Versenyszám     | Idő      | Hely.    | Össz.    | Idő         | Hely.       | Össz.       | Idő      | Hely.    | Össz.    | Idő      | Helyezés |
| ----------------------------------------------------- | --------------- | -------- | -------- | -------- | ----------- | ----------- | ----------- | -------- | -------- | -------- | -------- | -------- |
| Eduardo Nava                                          | 100 m           | 10,68    | 4.       | 52.*     | kiesett     | kiesett     | kiesett     | kiesett  | kiesett  | kiesett  | kiesett  | kiesett  |
| Mauricio Hernández                                    | 800 m           | 1:49,03  | 5.       | 33.      | kiesett     | kiesett     | kiesett     | kiesett  | kiesett  | kiesett  | kiesett  | kiesett  |
| Mauricio González                                     | 10 000 m        | 28:36,66 | 8.       | 20.      |             |             |             |          |          |          | 27:59,90 | 11.      |
| Mauricio González                                     | 5000 m          | 13:47,98 | 6.       | 20.      |             |             |             | 13:32,52 | 10.      | 19.      | kiesett  | kiesett  |
| Arturo Barrios                                        | 5000 m          | 13:59,04 | 9.       | 32.      |             |             |             | kiesett  | kiesett  | kiesett  | kiesett  | kiesett  |
| Arturo Barrios                                        | 10 000 m        | 28:08,63 | 3.       | 3.       |             |             |             |          |          |          | 27:39,32 | 5.       |
| Marcos Barreto                                        | 10 000 m        | 29:18,14 | 14.      | 28.      |             |             |             |          |          |          | kiesett  | kiesett  |
| Marcos Barreto                                        | 5000 m          | 13:45,82 | 14.      | 14.      |             |             |             | 13:53,93 | 14.      | 27.      | kiesett  | kiesett  |
| Jesús Herrera                                         | Maraton         |          |          |          |             |             |             |          |          |          | 2:13:58  | 11.      |
| Carlos Retiz                                          | Maraton         |          |          |          |             |             |             |          |          |          | 2:25:34  | 50.      |
| Martín Mondragón                                      | Maraton         |          |          |          |             |             |             |          |          |          | 2:27:10  | 57.      |
| Roberto Carmona                                       | 110 m gát       | 15,24    | 7.       | 39.      | kiesett     | kiesett     | kiesett     | kiesett  | kiesett  | kiesett  | kiesett  | kiesett  |
| Carlos Mercenario                                     | 20 km gyaloglás |          |          |          |             |             |             |          |          |          | 1:20:53  | 7.       |
| Ernesto Canto                                         | 20 km gyaloglás |          |          |          |             |             |             |          |          |          | kizárták | kizárták |
| Joel Sánchez                                          | 20 km gyaloglás |          |          |          |             |             |             |          |          |          | kizárták | kizárták |
| Martín Bermúdez                                       | 50 km gyaloglás |          |          |          |             |             |             |          |          |          | 3:49:22  | 15.      |
| Arturo Bravo                                          | 50 km gyaloglás |          |          |          |             |             |             |          |          |          | 4:08:08  | 33.      |
| Hernán Andrade                                        | 50 km gyaloglás |          |          |          |             |             |             |          |          |          | kizárták | kizárták |
| Herman Adam Eduardo Nava Antonio Ruíz Miguel Elizondo | 4 × 100 m váltó | 40,31    | 4.       | 17.      |             |             |             | kiesett  | kiesett  | kiesett  | kiesett  | kiesett  |

Női
| Versenyző      | Versenyszám | Előfutam | Előfutam | Előfutam | Negyeddöntő | Negyeddöntő | Negyeddöntő | Elődöntő | Elődöntő | Elődöntő | Döntő   | Döntő    |
| Versenyző      | Versenyszám | Idő      | Hely.    | Össz.    | Idő         | Hely.       | Össz.       | Idő      | Hely.    | Össz.    | Idő     | Helyezés |
| -------------- | ----------- | -------- | -------- | -------- | ----------- | ----------- | ----------- | -------- | -------- | -------- | ------- | -------- |
| Blanca Jaime   | Maraton     |          |          |          |             |             |             |          |          |          | 2:43:00 | 43.      |
| Sandra Taváres | 100 m gát   | 13,81    | 6.       | 26.      | kiesett     | kiesett     | kiesett     | kiesett  | kiesett  | kiesett  | kiesett | kiesett  |

| Versenyző              | Versenyszám | Selejtező | Selejtező | Döntő    | Döntő    |
| Versenyző              | Versenyszám | Eredmény  | Helyezés  | Eredmény | Helyezés |
| ---------------------- | ----------- | --------- | --------- | -------- | -------- |
| Cristina Fink-Sisniega | Magasugrás  | 184 cm    | 21.       | kiesett  | kiesett  |

* - egy másik versenyzővel azonos eredményt ért el

## Birkózás
Kötöttfogású
| Versenyző    | Versenyszám | Vigaszágas kiesés                                                 | Vigaszágas kiesés | Helyosztók        | Helyosztók        | Bronz- mérkőzés   | Döntő             | Helyezés    |
| Versenyző    | Versenyszám | Vigaszágas kiesés                                                 | Vigaszágas kiesés | 7. helyért        | 5. helyért        | Bronz- mérkőzés   | Döntő             | Helyezés    |
| Versenyző    | Versenyszám | Ellenfél Eredmény                                                 | Hely.             | Ellenfél Eredmény | Ellenfél Eredmény | Ellenfél Eredmény | Ellenfél Eredmény | Helyezés    |
| ------------ | ----------- | ----------------------------------------------------------------- | ----------------- | ----------------- | ----------------- | ----------------- | ----------------- | ----------- |
| Adrian Ponce | 57 kg       | B csoport · Ghazi Salah (IRQ) · 8–15 · Mehdi Chaambi (TUN) · 0–15 | 9.                | kiesett           | kiesett           | kiesett           | kiesett           | helyezetlen |

Szabadfogású
| Versenyző       | Versenyszám | Vigaszágas kiesés | Vigaszágas kiesés | Helyosztók        | Helyosztók        | Bronz- mérkőzés   | Döntő             | Helyezés    |
| Versenyző       | Versenyszám | Vigaszágas kiesés | Vigaszágas kiesés | 7. helyért        | 5. helyért        | Bronz- mérkőzés   | Döntő             | Helyezés    |
| Versenyző       | Versenyszám | Ellenfél Eredmény | Hely.             | Ellenfél Eredmény | Ellenfél Eredmény | Ellenfél Eredmény | Ellenfél Eredmény | Helyezés    |
| --------------- | ----------- | --- | ----------------- | ----------------- | ----------------- | ----------------- | ----------------- | ----------- |
| Bernardo Olvera | 52 kg       | A csoport · Edvin Eduardo Vázquez (GUA) · kétvállas · Ken Chertow (USA) · 7–10 · Thierry Bourdin (FRA) · passzivitás | 8.                | kiesett           | kiesett           | kiesett           | kiesett           | helyezetlen |
| Jorge Olvera    | 57 kg       | B csoport · Zoran Šorov (YUG) · 1–11 · Jesmond Giordemaina (MLT) · 10–5 · No Gjongszon (No Gyeong-Seon) (KOR) · 3–19 | 7.                | kiesett           | kiesett           | kiesett           | kiesett           | helyezetlen |
| Alfonso Jessel  | 74 kg       | B csoport · Nagy János (HUN) · 1–14 · Kenny Monday (USA) · kétvállas                                                 | 10.               | kiesett           | kiesett           | kiesett           | kiesett           | helyezetlen |

## Cselgáncs
| Versenyző          | Versenyszám | Csoport | Selejtező         | 32-es főtábla                          | Nyolcaddöntő                        | Negyeddöntő       | Elődöntő          | Vigaszág nyolcaddöntő | Vigaszág negyeddöntő | Vigaszág elődöntő | Bronz- mérkőzés   | Döntő             | Helyezés |
| Versenyző          | Versenyszám | Csoport | Ellenfél Eredmény | Ellenfél Eredmény                      | Ellenfél Eredmény                   | Ellenfél Eredmény | Ellenfél Eredmény | Ellenfél Eredmény     | Ellenfél Eredmény    | Ellenfél Eredmény | Ellenfél Eredmény | Ellenfél Eredmény | Helyezés |
| ------------------ | ----------- | ------- | ----------------- | -------------------------------------- | ----------------------------------- | ----------------- | ----------------- | --------------------- | -------------------- | ----------------- | ----------------- | ----------------- | -------- |
| Salvador Hernández | Légsúly     | B       | erőnyerő          | Michel Nakouze (LIB) · mérkőzés nélkül | Hoszokava Sindzsi (JPN) · 0000–1000 | kiesett           | kiesett           |                       |                      |                   |                   |                   | 14.      |
| Federico Vizcarra  | Könnyűsúly  | B       | erőnyerő          | Angelo Ruiz (PUR) · 0000 (bírói)–0000  | Stewart Brain (AUS) · 0000–0010     | kiesett           | kiesett           |                       |                      |                   |                   |                   | 13.      |
| Carlos Huttich     | Váltósúly   | A       | erőnyerő          | Rodnomyn Erkhembayar (MGL) · 0000–0102 | kiesett                             | kiesett           | kiesett           |                       |                      |                   |                   |                   | 20.      |

## Evezés
Férfi
| Versenyző                        | Versenyszám  | Előfutam | Előfutam | Vigaszág | Vigaszág | Elődöntő | Elődöntő | Döntő   | Döntő   | Döntő   | Helyezés    |
| Versenyző                        | Versenyszám  | Idő      | Hely.    | Idő      | Hely.    | Idő      | Hely.    | Típus   | Idő     | Hely.   | Helyezés    |
| -------------------------------- | ------------ | -------- | -------- | -------- | -------- | -------- | -------- | ------- | ------- | ------- | ----------- |
| Luis Miguel García Joaquín Gómez | Kétpárevezős | 6:45,16  | 5.       | 6:45,59  | 4.       | kiesett  | kiesett  | kiesett | kiesett | kiesett | helyezetlen |

## Íjászat
Férfi
| Versenyző                             | Versenyszám | Selejtező | Selejtező | Nyolcaddöntő | Nyolcaddöntő | Negyeddöntő | Negyeddöntő | Elődöntő | Elődöntő | Döntő   | Döntő    |
| Versenyző                             | Versenyszám | Pont      | Hely.     | Pont         | Hely.        | Pont        | Hely.       | Pont     | Hely.    | Pont    | Helyezés |
| ------------------------------------- | ----------- | --------- | --------- | ------------ | ------------ | ----------- | ----------- | -------- | -------- | ------- | -------- |
| Andrés Anchondo                       | Egyéni      | 1248      | 26.       | kiesett      | kiesett      | kiesett     | kiesett     | kiesett  | kiesett  | kiesett | kiesett  |
| Omar Bustani                          | Egyéni      | 1232      | 38.       | kiesett      | kiesett      | kiesett     | kiesett     | kiesett  | kiesett  | kiesett | kiesett  |
| Adolfo González                       | Egyéni      | 1215      | 49.       | kiesett      | kiesett      | kiesett     | kiesett     | kiesett  | kiesett  | kiesett | kiesett  |
| Chiu Ping-Kun Hu Pei-Wen Yen Man-Sung | Csapat      | 3695      | 10.       |              |              |             |             | 917      | 12.      | kiesett | kiesett  |

Női
| Versenyző     | Versenyszám | Selejtező | Selejtező | Nyolcaddöntő | Nyolcaddöntő | Negyeddöntő | Negyeddöntő | Elődöntő | Elődöntő | Döntő   | Döntő    |
| Versenyző     | Versenyszám | Pont      | Hely.     | Pont         | Hely.        | Pont        | Hely.       | Pont     | Hely.    | Pont    | Helyezés |
| ------------- | ----------- | --------- | --------- | ------------ | ------------ | ----------- | ----------- | -------- | -------- | ------- | -------- |
| Aurora Bréton | Egyéni      | 1224      | 29.       | kiesett      | kiesett      | kiesett     | kiesett     | kiesett  | kiesett  | kiesett | kiesett  |

## Kerékpározás

### Országúti kerékpározás
Férfi
| Versenyző                                                     | Versenyszám     | Idő                  | Helyezés      |
| ------------------------------------------------------------- | --------------- | -------------------- | ------------- |
| Luis Rosendo Ramos                                            | Mezőnyverseny   | 4:32:56 (+0:34)      | 77.           |
| Héctor Pérez                                                  | Mezőnyverseny   | 4:42:47 (+10:25)     | 94.           |
| Gary Cano                                                     | Mezőnyverseny   | nem ért célba        | nem ért célba |
| Gary Cano Guillermo Gutiérrez Héctor Pérez Luis Rosendo Ramos | Csapat időfutam | 2:12:46,4 (+14:58,7) | 22.           |

### Pálya-kerékpározás
Pontverseny
| Név               | Versenyszám | Selejtező | Selejtező  | Selejtező | Döntő | Döntő      | Döntő    |
| Név               | Versenyszám | Pont      | Körhátrány | Hely.     | Pont  | Körhátrány | Helyezés |
| ----------------- | ----------- | --------- | ---------- | --------- | ----- | ---------- | -------- |
| Manuel Youshimatz | Férfi       | 32        | 0          | 1.        | 21    | -2         | 9.       |

## Lovaglás
Díjugratás
| Versenyző                                                        | Ló           | Versenyszám | Selejtező | Selejtező     | Selejtező     | Selejtező | Döntő   | Döntő   | Döntő   | Döntő   | Döntő    |
| Versenyző                                                        | Ló           | Versenyszám | 1. kör    | 2. kör        | Össz.         | Össz.     | 1. kör  | 1. kör  | 2. kör  | Össz.   | Össz.    |
| Versenyző                                                        | Ló           | Versenyszám | Pont      | Pont          | Pont          | Hely.     | Pont    | Hely.   | Pont    | Pont    | Helyezés |
| ---------------------------------------------------------------- | ------------ | ----------- | --------- | ------------- | ------------- | --------- | ------- | ------- | ------- | ------- | -------- |
| Jaime Azcárraga                                                  | Chin Chin    | Egyéni      | 58,00     | 60,00         | 118,00        | 12.       | 4,00    | 4.      | 4,25    | 8,25    | 6.       |
| Gerardo Tazzer                                                   | Peregrine    | Egyéni      | 22,50     | 21,00         | 43,50         | 54.       | kiesett | kiesett | kiesett | kiesett | kiesett  |
| Alejandro Orózco                                                 | Eros         | Egyéni      | 15,00     | 0,0           | 15,00         | 61.       | kiesett | kiesett | kiesett | kiesett | kiesett  |
| Alberto Rivera                                                   | Rey A        | Egyéni      | 34,50     | nem ért célba | nem ért célba | 64.       | kiesett | kiesett | kiesett | kiesett | kiesett  |
| Gerardo Tazzer Jaime Azcárraga Everardo Hegewisch Alberto Rivera | lásd fentebb | Csapat      |           |               |               |           | 76,50   | 14.     | kiesett | kiesett | kiesett  |

## Műugrás
Férfi
| Versenyző       | Versenyszám        | Selejtező | Selejtező | Döntő  | Döntő    |
| Versenyző       | Versenyszám        | Pont      | Helyezés  | Pont   | Helyezés |
| --------------- | ------------------ | --------- | --------- | ------ | -------- |
| Jesús Mena      | Egyéni műugrás     | 581,01    | 8.        | 598,77 | 7.       |
| Jesús Mena      | Egyéni toronyugrás | 523,50    | 10.       | 594,39 |          |
| Jorge Mondragón | Egyéni toronyugrás | 518,52    | 11.       | 511,89 | 9.       |
| Jorge Mondragón | Egyéni műugrás     | 594,36    | 5.        | 616,02 | 6.       |

Női
| Versenyző         | Versenyszám        | Selejtező | Selejtező | Döntő   | Döntő    |
| Versenyző         | Versenyszám        | Pont      | Helyezés  | Pont    | Helyezés |
| ----------------- | ------------------ | --------- | --------- | ------- | -------- |
| María José Alcalá | Egyéni műugrás     | 392,16    | 20.       | kiesett | kiesett  |
| María José Alcalá | Egyéni toronyugrás | 359,64    | 10.       | 349,41  | 9.       |

## Ökölvívás
| Versenyző             | Versenyszám  | Selejtező                              | 32-es főtábla                 | Nyolcaddöntő              | Negyeddöntő                          | Elődöntő                 | Döntő             | Helyezés |
| Versenyző             | Versenyszám  | Ellenfél Eredmény                      | Ellenfél Eredmény             | Ellenfél Eredmény         | Ellenfél Eredmény                    | Ellenfél Eredmény        | Ellenfél Eredmény | Helyezés |
| --------------------- | ------------ | -------------------------------------- | ----------------------------- | ------------------------- | ------------------------------------ | ------------------------ | ----------------- | -------- |
| Mario González        | Légsúly      | erőnyerő                               | Teboho Mathibeli (LES) · 5:0  | Manoj Pingale (IND) · 4:1 | Alfred Kotey (GHA) · mérkőzés nélkül | Andreas Tews (GDR) · 0:5 | kiesett           |          |
| José de Jesús García  | Harmatsúly   | Tad Joseph (GRN) · RSC                 | Jimmy Mayanja (SWE) · 1:4     | kiesett                   | kiesett                              | kiesett                  | kiesett           | 17.      |
| Miguel Angel González | Pehelysúly   | I Dzsehjok (Lee Jae-Hyeok) (KOR) · 0:5 | kiesett                       | kiesett                   | kiesett                              | kiesett                  | kiesett           | 33.      |
| Guillermo Tamez       | Könnyűsúly   | Sean Knight (BAR) · 0:5                | kiesett                       | kiesett                   | kiesett                              | kiesett                  | kiesett           | 33.      |
| Humberto Rodríguez    | Kisváltósúly | erőnyerő                               | Apete Temo (FIJ) · RSC        | Duke Chinyadza (ZIM) · KO | Lars Myrberg (SWE) · KO              | kiesett                  | kiesett           | 5.       |
| Martín Amarillas      | Középsúly    | erőnyerő                               | Syed Hussain Shah (PAK) · 2:3 | kiesett                   | kiesett                              | kiesett                  | kiesett           | 17.      |

RSC – a mérkőzésvezető megállította a mérkőzést

## Öttusa
| Versenyző                                   | Versenyszám | Lovaglás | Lovaglás | Lovaglás | Vívás    | Vívás | Vívás | Úszás   | Úszás | Úszás | Lövészet | Lövészet | Lövészet | Futás    | Futás | Futás | Összesen    | Összesen |
| Versenyző                                   | Versenyszám | Idő      | Pont     | Hely.    | Pontszám | Pont  | Hely. | Idő     | Pont  | Hely. | Eredmény | Pont     | Hely.    | Idő      | Pont  | Hely. | Összes pont | Helyezés |
| ------------------------------------------- | ----------- | -------- | -------- | -------- | -------- | ----- | ----- | ------- | ----- | ----- | -------- | -------- | -------- | -------- | ----- | ----- | ----------- | -------- |
| Ivar Sisniega                               | Egyéni      | 1:30,15  | 950      | 30.      | 31–33    | 752   | 36.   | 3:21,51 | 1260  | 16.   | 189      | 890      | 34.      | 13:04,47 | 1213  | 7.    | 5065        | 14.      |
| Alejandro Yrizar                            | Egyéni      | 2:35,33  | 854      | 47.      | 36–28    | 847   | 17.   | 3:23,47 | 1248  | 24.   | 189      | 890      | 34.      | 13:48,31 | 1081  | 26.   | 4920        | 28.      |
| Marcelo Hoyo                                | Egyéni      | 1:49,55  | 926      | 37.      | 31–33    | 762   | 30.   | 3:36,97 | 1140  | 47.   | 184      | 780      | 56.      | 13:11,76 | 1192  | 12.   | 4800        | 39.      |
| Ivar Sisniega Alejandro Yrizar Marcelo Hoyo | Csapat      |          | 2730     | 10.      |          | 2361  | 9.    |         | 3648  | 10.   |          | 2560     | 16.      |          | 3486  | 2.    | 14785       | 8.       |

## Sportlövészet
Férfi
| Versenyző    | Versenyszám           | Selejtező | Selejtező | Döntő   | Döntő    |
| Versenyző    | Versenyszám           | Pont      | Helyezés  | Pont    | Helyezés |
| ------------ | --------------------- | --------- | --------- | ------- | -------- |
| José Álvarez | Sportpuska, fekvő     | 591       | 39.       | kiesett | kiesett  |
| José Álvarez | Sportpuska, összetett | 1154      | 40.       | kiesett | kiesett  |

Nyílt
| Versenyző       | Versenyszám | Selejtező | Selejtező | Döntő   | Döntő    |
| Versenyző       | Versenyszám | Pont      | Helyezés  | Pont    | Helyezés |
| --------------- | ----------- | --------- | --------- | ------- | -------- |
| Alfredo Cuentas | Trap        | 138       | 39.       | kiesett | kiesett  |
| Nuria Ortíz     | Skeet       | 141       | 40.       | kiesett | kiesett  |

## Szinkronúszás
| Versenyző                      | Versenyszám | Selejtező           | Selejtező           | Selejtező       | Selejtező  | Selejtező  | Döntő           | Döntő      | Döntő      |
| Versenyző                      | Versenyszám | Technikai gyakorlat | Technikai gyakorlat | Zenés gyakorlat | Összesítés | Összesítés | Zenés gyakorlat | Összesítés | Összesítés |
| Versenyző                      | Versenyszám | Pont                | Hely.               | Pont            | Pont       | Hely.      | Pont            | Pont       | Helyezés   |
| ------------------------------ | ----------- | ------------------- | ------------------- | --------------- | ---------- | ---------- | --------------- | ---------- | ---------- |
| Lourdes Candini                | Egyéni      | 84,533              | 23.                 | 88,00           | 172,533    | 10.        | kiesett         | kiesett    | kiesett    |
| Susana Candini                 | Egyéni      | 83,067              | 29.                 | kiesett         | kiesett    | kiesett    | kiesett         | kiesett    | kiesett    |
| Sonia Cárdeñas                 | Egyéni      | 84,733              | 21.*                | kiesett         | kiesett    | kiesett    | kiesett         | kiesett    | kiesett    |
| Sonia Cárdeñas Lourdes Candini | Páros       | 83,800              | 8.                  | 91,20           | 175,000    | 8.         | 92,20           | 176,833    | 8.         |

* - egy másik versenyzővel azonos eredményt ért el

## Tenisz
Férfi
| Versenyző                       | Versenyszám | 64-es főtábla                                     | 32-es főtábla                                                                 | Nyolcaddöntő      | Negyeddöntő       | Elődöntő          | Döntő             | Helyezés |
| Versenyző                       | Versenyszám | Ellenfél Eredmény                                 | Ellenfél Eredmény                                                             | Ellenfél Eredmény | Ellenfél Eredmény | Ellenfél Eredmény | Ellenfél Eredmény | Helyezés |
| ------------------------------- | ----------- | ------------------------------------------------- | ----------------------------------------------------------------------------- | ----------------- | ----------------- | ----------------- | ----------------- | -------- |
| Agustín Moreno                  | Egyes       | Cucsihasi Tosihisza (JPN) · 7–6, 6–2, 6–4         | Stefan Edberg (SWE) · 2–6, 6–7, 0–6                                           | kiesett           | kiesett           | kiesett           | kiesett           | 17.      |
| Leonardo Lavalle                | Egyes       | Ronald Agénor (HAI) · 3–6, 6–3, 6–2, 2–1, feladta | Sergio Casal (ESP) · 3–6, 4–6, 6–7                                            | kiesett           | kiesett           | kiesett           | kiesett           | 17.      |
| Francisco Maciel                | Egyes       | Diego Nargiso (ITA) · 6–4, 6–2, 6–7, 6–7, 6–8     | kiesett                                                                       | kiesett           | kiesett           | kiesett           | kiesett           | 33.      |
| Leonardo Lavalle Agustín Moreno | Páros       |                                                   | Magyarország (HUN) · Markovits László · Köves Gábor · 6–3, 3–6, 7–6, 4–6, 4–6 | kiesett           | kiesett           | kiesett           | kiesett           | 17.      |

Női
| Versenyző                          | Versenyszám | 64-es főtábla                | 32-es főtábla                  | Nyolcaddöntő                                                               | Negyeddöntő       | Elődöntő          | Döntő             | Helyezés |
| Versenyző                          | Versenyszám | Ellenfél Eredmény            | Ellenfél Eredmény              | Ellenfél Eredmény                                                          | Ellenfél Eredmény | Ellenfél Eredmény | Ellenfél Eredmény | Helyezés |
| ---------------------------------- | ----------- | ---------------------------- | ------------------------------ | -------------------------------------------------------------------------- | ----------------- | ----------------- | ----------------- | -------- |
| Claudia Hernández                  | Egyes       | erőnyerő                     | Zina Garrison (USA) · 1–6, 4–6 | kiesett                                                                    | kiesett           | kiesett           | kiesett           | 17.      |
| Xóchitl Escobedo                   | Egyes       | Anne Minter (AUS) · 1–6, 3–6 | kiesett                        | kiesett                                                                    | kiesett           | kiesett           | kiesett           | 33.      |
| Xóchitl Escobedo Claudia Hernández | Páros       |                              |                                | Szovjetunió (URS) · Larisa Savčenko-Neilande · Natallja Zverava · 2–6, 1–6 | kiesett           | kiesett           | kiesett           | 9.       |

## Torna
Férfi
| Versenyző   | Versenyszám      | Selejtező | Selejtező | Döntő    | Döntő    |
| Versenyző   | Versenyszám      | Pontszám  | Helyezés  | Pontszám | Helyezés |
| ----------- | ---------------- | --------- | --------- | -------- | -------- |
| Tony Piñeda | Talaj            | 18,25     | 84.       | kiesett  | kiesett  |
| Tony Piñeda | Ugrás            | 18,30     | 87.       | kiesett  | kiesett  |
| Tony Piñeda | Korlát           | 19,30     | 50.       | kiesett  | kiesett  |
| Tony Piñeda | Nyújtó           | 11,50     | 89.       | kiesett  | kiesett  |
| Tony Piñeda | Gyűrű            | 18,00     | 87.       | kiesett  | kiesett  |
| Tony Piñeda | Lólengés         | 17,05     | 88.       | kiesett  | kiesett  |
| Tony Piñeda | Egyéni összetett | 102,40    | 88.       | kiesett  | kiesett  |

## Úszás
Férfi
| Versenyző                                                    | Versenyszám            | Előfutam | Előfutam | Előfutam | Döntő   | Döntő   | Döntő   | Helyezés |
| Versenyző                                                    | Versenyszám            | Idő      | Hely.    | Össz.    | Típus   | Idő     | Hely.   | Helyezés |
| ------------------------------------------------------------ | ---------------------- | -------- | -------- | -------- | ------- | ------- | ------- | -------- |
| Urbano Zea                                                   | 100 m pillangó         | 57,89    | 3.       | 40.      | kiesett | kiesett | kiesett | kiesett  |
| Urbano Zea                                                   | 50 m gyors             | 24,86    | 8.       | 45.*     | kiesett | kiesett | kiesett | kiesett  |
| Rodrigo González                                             | 50 m gyors             | 24,01    | 8.       | 29.      | kiesett | kiesett | kiesett | kiesett  |
| Rodrigo González                                             | 200 m vegyes           | 2:09,52  | 4.       | 25.      | kiesett | kiesett | kiesett | kiesett  |
| Rodrigo González                                             | 100 m gyors            | 51,46    | 4.       | 28.      | kiesett | kiesett | kiesett | kiesett  |
| Rodrigo González                                             | 200 m gyors            | 1:52,99  | 3.       | 26.      | kiesett | kiesett | kiesett | kiesett  |
| Ignacio Escamilla                                            | 200 m gyors            | 1:53,63  | 4.       | 32.      | kiesett | kiesett | kiesett | kiesett  |
| Ignacio Escamilla                                            | 100 m gyors            | 54,56    | 8.       | 56.      | kiesett | kiesett | kiesett | kiesett  |
| Ignacio Escamilla                                            | 400 m gyors            | 4:03,16  | 3.       | 34.      | kiesett | kiesett | kiesett | kiesett  |
| Carlos Romo                                                  | 400 m gyors            | 4:04,02  | 4.       | 35.      | kiesett | kiesett | kiesett | kiesett  |
| Carlos Romo                                                  | 100 m pillangó         | 58,04    | 7.       | 41.      | kiesett | kiesett | kiesett | kiesett  |
| Ernesto Vela                                                 | 100 m hát              | 59,19    | 5.       | 33.      | kiesett | kiesett | kiesett | kiesett  |
| Ernesto Vela                                                 | 200 m hát              | 2:05,08  | 4.       | 22.*     | kiesett | kiesett | kiesett | kiesett  |
| Javier Careaga                                               | 100 m mell             | 1:05,37  | 3.       | 35.      | kiesett | kiesett | kiesett | kiesett  |
| Javier Careaga                                               | 200 m mell             | 2:20,11  | 1.       | 23.      | kiesett | kiesett | kiesett | kiesett  |
| Javier Careaga                                               | 200 m vegyes           | 2:09,38  | 3.       | 24.      | kiesett | kiesett | kiesett | kiesett  |
| Javier Careaga                                               | 400 m vegyes           | 4:30,71  | 2.       | 21.      | kiesett | kiesett | kiesett | kiesett  |
| Rodrigo González Ignacio Escamilla Jorge Alarcón Urbano Zea  | 4 × 100 m gyorsváltó   | 3:29,72  | 5.       | 13.      | kiesett | kiesett | kiesett | kiesett  |
| Ignacio Escamilla Jorge Alarcón Carlos Romo Rodrigo González | 4 × 200 m gyorsváltó   | kizárták | kizárták | kizárták | kiesett | kiesett | kiesett | kiesett  |
| Ernesto Vela Javier Careaga Urbano Zea Rodrigo González      | 4 × 100 m vegyes váltó | 3:54,21  | 7.       | 20.      | kiesett | kiesett | kiesett | kiesett  |

Női
| Versenyző         | Versenyszám    | Előfutam | Előfutam | Előfutam | Döntő   | Döntő   | Döntő   | Helyezés |
| Versenyző         | Versenyszám    | Idő      | Hely.    | Össz.    | Típus   | Idő     | Hely.   | Helyezés |
| ----------------- | -------------- | -------- | -------- | -------- | ------- | ------- | ------- | -------- |
| María Rivera      | 50 m gyors     | 27,16    | 3.       | 26.      | kiesett | kiesett | kiesett | kiesett  |
| María Rivera      | 100 m gyors    | 59,32    | 6.       | 38.      | kiesett | kiesett | kiesett | kiesett  |
| Patricia Kohlmann | 100 m gyors    | 59,05    | 4.       | 36.      | kiesett | kiesett | kiesett | kiesett  |
| Patricia Kohlmann | 50 m gyors     | 27,45    | 7.       | 32.      | kiesett | kiesett | kiesett | kiesett  |
| Patricia Kohlmann | 200 m gyors    | 2:10,36  | 8.       | 35.      | kiesett | kiesett | kiesett | kiesett  |
| Patricia Kohlmann | 200 m vegyes   | 2:29,61  | 2.       | 29.      | kiesett | kiesett | kiesett | kiesett  |
| Marlene Bruten    | 200 m vegyes   | 2:26,89  | 6.       | 27.      | kiesett | kiesett | kiesett | kiesett  |
| Marlene Bruten    | 400 m vegyes   | 5:03,69  | 3.       | 26.      | kiesett | kiesett | kiesett | kiesett  |
| Marlene Bruten    | 100 m pillangó | 1:05,37  | 5.       | 29.      | kiesett | kiesett | kiesett | kiesett  |
| Marlene Bruten    | 200 m pillangó | 2:19,68  | 2.       | 23.      | kiesett | kiesett | kiesett | kiesett  |

* - egy másik versenyzővel azonos eredményt ért el

## Vitorlázás
Férfi
| Versenyző         | Versenyszám | Futam | Futam | Futam | Futam   | Futam  | Futam | Futam     | Pontszám | Helyezés |
| Versenyző         | Versenyszám | 1     | 2     | 3     | 4       | 5      | 6     | 7         | Pontszám | Helyezés |
| ----------------- | ----------- | ----- | ----- | ----- | ------- | ------ | ----- | --------- | -------- | -------- |
| Nilo Ozib         | Divízió II  | 46,0  | 44,0  | 41,0  | (52,0*) | 52,0** | 35,0  | 34,0      | 252,0    | 38.      |
| Eric Mergenthaler | Finn dingi  | 10,0  | 14,0  | 17,0  | 24,0    | 15,0   | 28,0  | (40,0***) | 108,0    | 13.      |

Női
| Versenyző                  | Versenyszám    | Futam | Futam | Futam | Futam | Futam | Futam | Futam  | Pontszám | Helyezés |
| Versenyző                  | Versenyszám    | 1     | 2     | 3     | 4     | 5     | 6     | 7      | Pontszám | Helyezés |
| -------------------------- | -------------- | ----- | ----- | ----- | ----- | ----- | ----- | ------ | -------- | -------- |
| Eliane Fierro Tania Fierro | 470-es osztály | 24,0  | 23,0  | 23,0  | 25,0  | 20,0  | 22,0  | (28,0) | 137,0    | 19.      |

* - kizárták (korai rajt)

** - nem ért célba

*** - nem indult

## Vívás
Női
| Versenyző     | Versenyszám | Selejtező | Selejtező | Selejtező         | Selejtező | Selejtező         | Selejtező | Főtábla           | Főtábla           | Vigaszág          | Vigaszág          | Negyeddöntő       | Elődöntő          | Döntő             | Helyezés |
| Versenyző     | Versenyszám | 1. kör | 1. kör    | 2. kör            | 2. kör    | 3. kör            | 3. kör    | 1. kör            | 2. kör            | 1. kör            | 2. kör            | Negyeddöntő       | Elődöntő          | Döntő             | Helyezés |
| Versenyző     | Versenyszám | Ellenfél Eredmény | Hely.     | Ellenfél Eredmény | Hely.     | Ellenfél Eredmény | Hely.     | Ellenfél Eredmény | Ellenfél Eredmény | Ellenfél Eredmény | Ellenfél Eredmény | Ellenfél Eredmény | Ellenfél Eredmény | Ellenfél Eredmény | Helyezés |
| ------------- | ----------- | --- | --------- | ----------------- | --------- | ----------------- | --------- | ----------------- | ----------------- | ----------------- | ----------------- | ----------------- | ----------------- | ----------------- | -------- |
| Fabiana López | Tőr, egyéni | 8. csoport · Reka Zsofia Lazăr-Szabo (ROU) · 0–5 · Kerstin Palm (SWE) · 4–5 · Jelena Glikina (URS) · 1–5 · Sabine Bau (FRG) · 4–5 | 5.        | kiesett           | kiesett   | kiesett           | kiesett   | kiesett           | kiesett           | kiesett           | kiesett           | kiesett           | kiesett           | kiesett           | 40.      |